# Bernhards (Fulda)
Bernhards ist ein Stadtteil der osthessischen Stadt Fulda und liegt etwa fünf Kilometer nordöstlich der Kernstadt.

## Geographie
Der Ort ist von landwirtschaftlichen Höfen gekennzeichnet und liegt in unmittelbarer Nähe der B 27. Außerdem ist Bernhards eine Fastnachtshochburg, dieser Stadtteil Fuldas besitzt einen eigenen Rosenmontagsumzug. Bernhards grenzt im Süden bzw. Westen an die Fuldaer Stadtteile Lehnerz und Dietershan, nördlich und östlich schließt sich die Gemeinde Petersberg mit den Ortsteilen Marbach, Steinhaus und Steinau an.

## Geschichte
Im Türkensteuerregister der Fürstabtei Fulda aus 1605 ist der Ort unter Namen Bernnharts mit 21 Familien erwähnt.
Am 1. August 1972 wurde die bis dahin selbständige Gemeinde Bernhards im Zuge der Gebietsreform in Hessen durch Landesgesetz in die Stadt Fulda eingegliedert.

### Einwohnerentwicklung

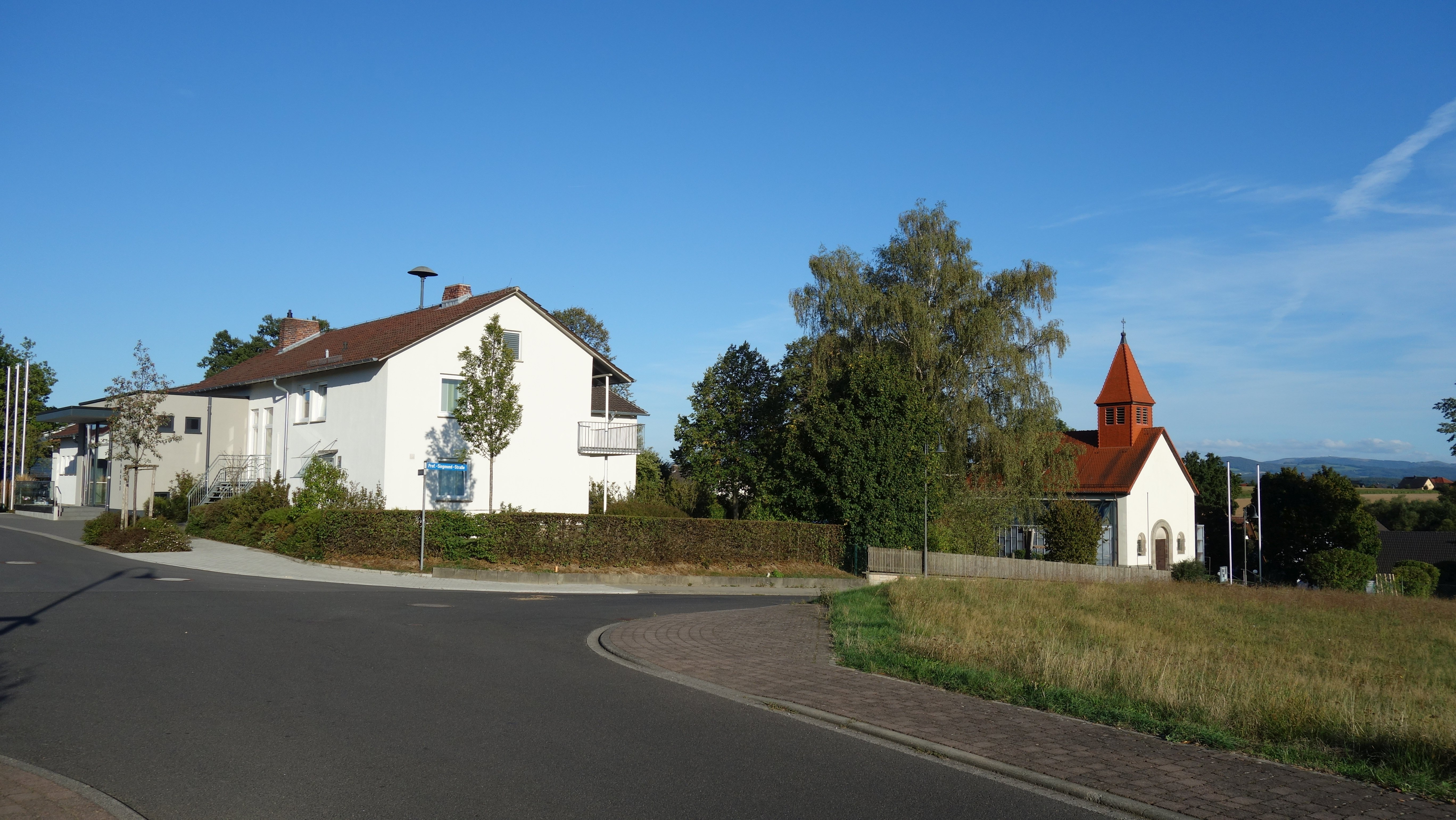
Das Bürgerhaus und die Herz-Jesu-Kirche

| • 1812: | 23 Feuerstellen, 140 Seelen |

| Bernhards: Einwohnerzahlen von 1812 bis 2017 | Bernhards: Einwohnerzahlen von 1812 bis 2017 | Bernhards: Einwohnerzahlen von 1812 bis 2017 | Bernhards: Einwohnerzahlen von 1812 bis 2017 | Bernhards: Einwohnerzahlen von 1812 bis 2017 |
| --- | -------------------------------------------- | -------------------------------------------- | -------------------------------------------- | -------------------------------------------- |
| Jahr |                                              |                                              |                                              | Einwohner                                    |
| 1812 | 1812                                         |                                              | 140                                          | 140                                          |
| 1834 | 1834                                         |                                              | 176                                          | 176                                          |
| 1840 | 1840                                         |                                              | 195                                          | 195                                          |
| 1846 | 1846                                         |                                              | 189                                          | 189                                          |
| 1852 | 1852                                         |                                              | 192                                          | 192                                          |
| 1858 | 1858                                         |                                              | 188                                          | 188                                          |
| 1864 | 1864                                         |                                              | 221                                          | 221                                          |
| 1871 | 1871                                         |                                              | 160                                          | 160                                          |
| 1875 | 1875                                         |                                              | 152                                          | 152                                          |
| 1885 | 1885                                         |                                              | 171                                          | 171                                          |
| 1895 | 1895                                         |                                              | 155                                          | 155                                          |
| 1905 | 1905                                         |                                              | 138                                          | 138                                          |
| 1910 | 1910                                         |                                              | 143                                          | 143                                          |
| 1925 | 1925                                         |                                              | 174                                          | 174                                          |
| 1939 | 1939                                         |                                              | 184                                          | 184                                          |
| 1946 | 1946                                         |                                              | 259                                          | 259                                          |
| 1950 | 1950                                         |                                              | 280                                          | 280                                          |
| 1956 | 1956                                         |                                              | 266                                          | 266                                          |
| 1961 | 1961                                         |                                              | 243                                          | 243                                          |
| 1967 | 1967                                         |                                              | 286                                          | 286                                          |
| 1970 | 1970                                         |                                              | 339                                          | 339                                          |
| 1988 | 1988                                         |                                              | 445                                          | 445                                          |
| 2010 | 2010                                         |                                              | 526                                          | 526                                          |
| 2013 | 2013                                         |                                              | 501                                          | 501                                          |
| 2015 | 2015                                         |                                              | 506                                          | 506                                          |
| 2016 | 2016                                         |                                              | 505                                          | 505                                          |
| 2017 | 2017                                         |                                              | 499                                          | 499                                          |
| Datenquelle: Historisches Gemeindeverzeichnis für Hessen: Die Bevölkerung der Gemeinden 1834 bis 1967. Wiesbaden: Hessisches Statistisches Landesamt, 1968. Weitere Quellen: ; 2010,2012,2015,2016,2017: |                                              |                                              |                                              |                                              |

### Religionszugehörigkeit
Quelle: Historisches Ortslexikon
| • 1885: | 11 evangelische (= 6,43 %), 159 katholische (= 92,98 %), ein jüdischer (= 0,58 %) Einwohner |
| • 1961: | 13 evangelische (= 5,35 %), 225 katholische (= 92,59 %) Einwohner                           |